# Heterocordylus leptocerus
Heterocordylus leptocerus is een wants uit de familie van de blindwantsen (Miridae). De soort werd het eerst wetenschappelijk beschreven door Carl Ludwig Kirschbaum in 1856.

## Uiterlijk
De matzwarte wants is altijd macropteer (langvleugelig) en kan 4 tot 5 mm lang worden. Het mannetje is langwerpig en het vrouwtje is meer ovaal gevormd. Het lichaam is zwart en bedekt met kleine witte haartjes. Zowel de antennes als de pootjes zijn helemaal zwart. Het tweede antennelid is cilindrisch gevormd. Het doorzichtige deel van de voorvleugels is zwartachtig. De Nederlandse soorten uit het geslacht Heterocordylus lijken veel op elkaar. Zo lijkt Heterocordylus leptocerus op Heterocordylus genistae; deze heeft echter een tweede antennesegment dat, vooral bij de vrouwtjes, geleidelijk verdikt is naar het einde toe, dus niet cilindrisch. Hij lijkt ook op Heterocordylus tibialis; die heeft echter een doorzichtig deel van de vleugels dat grijs is en niet zwart en de zwarte pootjes hebben bruine schenen. Tot slot kan de wants verward worden met Heterocordylus tumidicornis; die ziet er nagenoeg hetzelfde uit maar heeft gedeeltelijk bruine dijen en antennes en leeft zoals de naam al aangeeft op sleedoorn en niet op brem.

## Leefwijze
De soort overwintert als eitje en leeft op heidebremsoorten (Genista)  en op brem (Cytisus scoparius) Er is een enkele generatie per jaar en de volwassen wantsen kunnen van mei tot eind juli waargenomen worden in warme droge gebieden op brem, waar ze aan de bloemen zuigen en jagen op bladluis (Aphidoidea).

## Leefgebied
De wants is in Nederland zeer zeldzaam. Vanaf 1980 is de soort alleen nog in Zuid-Limburg waargenomen. Het verspreidingsgebied is verder Palearctisch, van Europa tot het Midden-Oosten de Kaukasus en Siberië.